# Literarisches Zentrum Göttingen

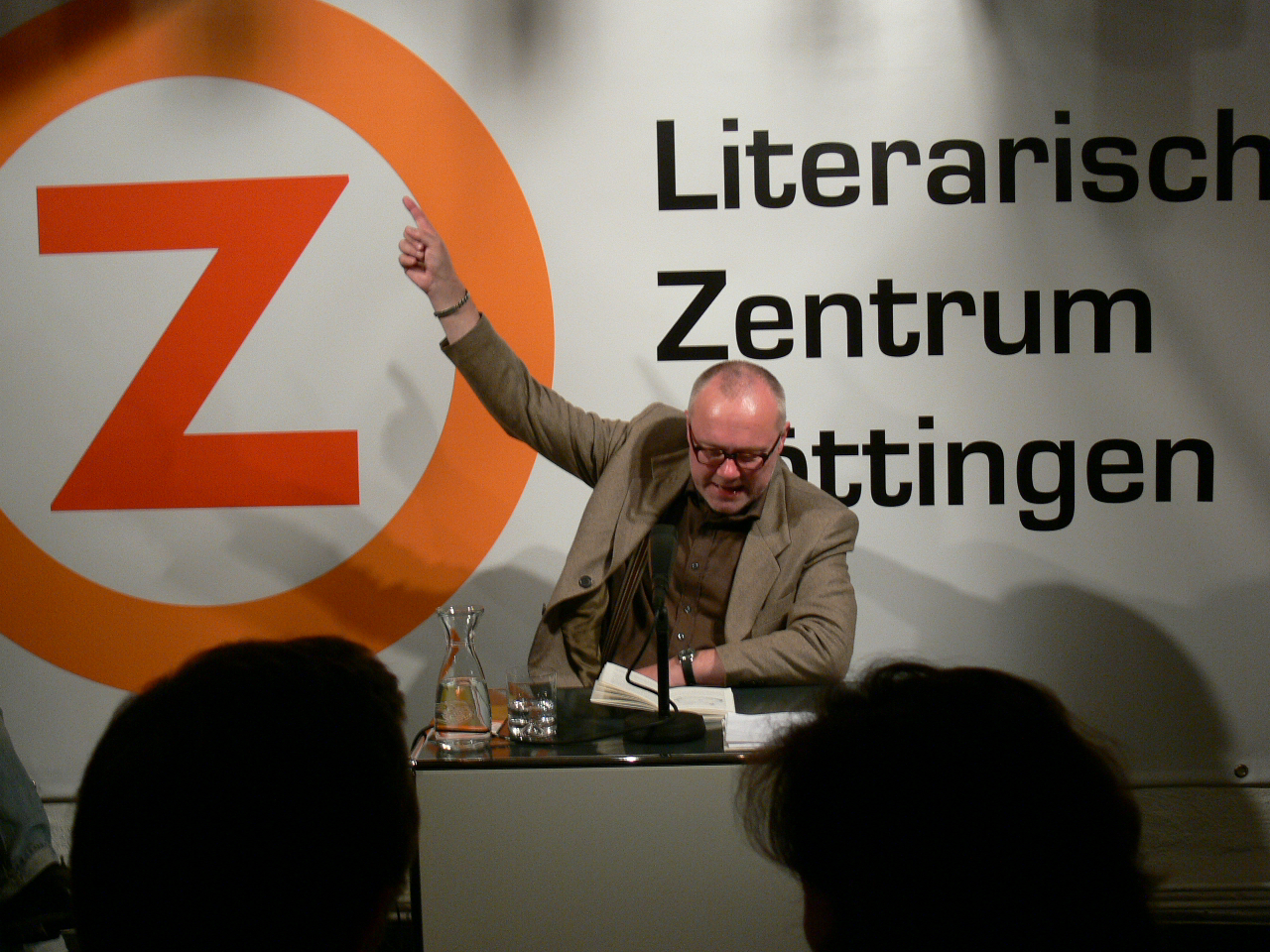
Der Universalgelehrte Thomas Kapielski bei einer Lesung im Literarischen Zentrum

Das Literarische Zentrum Göttingen e.V. ist eine überregionale Einrichtung, die sich als „Begehbares Feuilleton“ versteht und Literatur in Nähe zu Film, Musik, Wissenschaft, Schauspiel und Popkultur diskutiert. Sie wurde im April 2000 unter dem Vorsitz von Heinz Ludwig Arnold, Thedel von Wallmoden und Hilmar Beck gegründet und war zwei Jahre lang im Lichtenberghaus untergebracht. Seit 2002 hat das Literarische Zentrum seinen Sitz in Göttingens Altstadt (Düstere Straße). Es wird aus Mitteln des Landes Niedersachsen, der Stadt Göttingen, verschiedener Sponsoren sowie aus Eigenmitteln finanziert.
Geschäftsführerin und Programmleiterin ist Anja Johannsen, die diese Stelle 2010 von Hauke Hückstädt (jetzt Literaturhaus Frankfurt) übernommen hat.

## Programm
Das Literarische Zentrum bietet jährlich etwa 60 öffentliche Veranstaltungen sowie weitere zahlreiche Schulveranstaltungen an. Das Zentrum im Zentrum bilden dabei deutschsprachige und internationale Autoren. Das Zentrum ist aber auch Gastgeber für Universalgelehrte wie Thomas Kapielski, Schriftsteller wie Daniel Kehlmann, Filmschaffende wie Dominik Graf, Schauspieler wie Martina Gedeck, Kritiker wie Michael Braun, Musiker wie 2raumwohnung, Maler wie Jonathan Meese, Verleger wie Michael Krüger und TV-Macher wie Roger Willemsen.

## Volontariate und Schulprojekt
Das Literarische Zentrum bietet jedes Jahr eine kleine Anzahl von der Philosophischen Fakultät der Universität Göttingen getragene, studiumbegleitende Volontariate. Seit 2002 können Studierende der Philosophischen Fakultät für jeweils ein Jahr Praxiserfahrung sammeln.
Das Projekt Literatur macht Schule soll Schulen in Göttingen und der Region mit dem Kulturbetrieb vernetzen. Literatur soll auch außerhalb der Schulbetriebs lebendig werden, die Lücke zwischen Schule und zeitgenössischer Literatur geschlossen werden. Das Projekt gewährt Schülern Einblicke in die Praxis künstlerischen Schaffens in seinen unterschiedlichen Ausprägungen, in die Hintergründe des Schreibens, des Filmens und des Autorendaseins.

## Arbeitsgemeinschaft und gemeinsame Projekte
Das Literarische Zentrum ist Mitglied einer Arbeitsgemeinschaft der Literaturbüros und -zentren aus Braunschweig, Göttingen, Hannover, Lüneburg, Oldenburg und Osnabrück. Aus dieser Arbeitsgemeinschaft entstanden die Projekte Stand der niedersächsischen Literaturhäuser und Netznotizen eines Zeitgenossen.
Die Mitglieder der Arbeitsgemeinschaft sind seit 2005 auf der Leipziger Buchmesse vertreten. Mit dem Stand der niedersächsischen Literaturhäuser bieten sie „84 qm Höflichkeit“ für ungezwungene, zweckfreie Begegnungen mit Zeitgenossenschaft. Außerdem wird immer ein Gast am Stand präsentiert, der sich durch ein originäres Profil auszeichnet, darunter u. a. die jungen Magazine Bella Triste und sprachgebungen.